# Spondias malayana
Spondias malayana är en sumakväxtart som beskrevs av A.J.G.H. Kostermans. Spondias malayana ingår i släktet Spondias och familjen sumakväxter. Inga underarter finns listade i Catalogue of Life.